# Neostylopyga picea
Neostylopyga picea es una especie de cucaracha del género Neostylopyga, familia Blattidae.

## Distribución
Esta especie se encuentra en India (islas Nicobar), Malasia (Malaca), Indonesia (Krakatoa, isla de Java y Sumatra) e isla de Borneo.